# TRIBAL SOUL
《TRIBAL SOUL》是日本演唱團體第三代J Soul Brothers的第2張原創專輯。2011年12月7日發行，唱片公司為rhythm zone。

## 概要
- 與上一張專輯《J Soul Brothers》相距約6個月。
- 收錄第4張單曲《FIGHTERS》和第5張單曲《反覆掙扎》2首A面曲及1首B面曲。
- 新曲《I Can Do It》是ABC-MART「Real Boots Collection篇」電視廣告歌曲。
- 新曲《DEEP INSIDE》是ABC-MART「Dress Shoes Collection篇」電視廣告歌曲。
- 新曲《Feel The Soul》是TBS電視台「全日本實業團女子驛傳2011」和「新年駅伝2012」主題曲
- 本作分「初回限定盤A（CD+3DVDs）」、「初回限定盤B（CD+DVD）」和「CD盤」3種版本
- 「初回限定盤」收錄了「FIGHTERS」、「反覆掙扎」的Music Video和製作花絮（Making），以及演唱會《第二代J Soul Brothers VS 第三代J Soul Brothers Live Tour 2011〜EXILE TRIBE〜》的片段
- 在12月19日於公信榜專輯週排行榜取得第2位。

## 收錄內容

### CD
1. I Can Do It
（作詞：michico、作曲：T.Kura / michico、編曲：T.Kura）
ABC-MART「Real Boots Collection篇」電視廣告歌曲
2. NEW WORLD
（作詞：P.O.S.、作曲：BACHLOGIC / FAST LANE / JOVEEK MURPHY、編曲：BACHLOGIC）
5th單曲、ABC-MART「三代目J Soul Brothers x VANS Boots Sneaker」電視廣告歌曲、遊戲《無雙OROCHI 2》電視廣告歌曲
《反覆掙扎》B面曲
3. FIGHTERS
（作詞：lil'showy / P-CHO / GS / KUBO-C / Tomogen、作曲・編曲：lil'showy）
4th單曲、日本電視台電視劇《鐵拳對鋼拳》的主題曲
4. DEEP INSIDE
（作詞：小竹正人、作曲：高木宏明、編曲：中野雄太）
ABC-MART「Dress Shoes Collection篇」電視廣告歌曲
5. 反覆掙扎（リフレイン）
（作詞：秋元康、作曲・編曲：中野雄太）
5th單曲、H.I.S.「歐洲編」電視廣告歌曲、日本電視台節目「スッキリ!!」的片尾曲
6. SOUTHSIDE
（作詞：ON SMASH!、作曲：MATS LIE SKARE / ON SMASH!）
7. 雪的蒼穹（スノードーム）
（作詞：小竹正人、作曲：Seiji Omote、編曲：中野雄太）
8. On The Road ～夢的途中～（On The Road〜夢の途中〜）
（作詞：Kenn Kato、作曲・編曲：h-wonder）
9. Feel The Soul
（作詞：P.O.S.、作曲・編曲：春川仁志）
TBS電視台「全日本實業團女子驛傳2011」和「新年駅伝2012」主題曲
10. 啟程之前（旅立つまえに）
（作詞：松尾潔、作曲：川口大輔、編曲：中野雄太）
11. Best Friend's Girl -TRIBAL SOUL ver.-
（作詞：松尾潔、作曲：川口大輔、編曲：中野雄太）

### DVD

#### Disc 1
1. FIGHTERS -ROUND 1-
2. FIGHTERS -ROUND 2-
3. FIGHTERS -ROUND 3-
4. 反覆掙扎（Music Video）
5. FIGHTERS（Making）
6. 反覆掙扎（Making）

#### Disc 2
第二代J Soul Brothers VS 第三代J Soul Brothers Live Tour 2011〜EXILE TRIBE〜 前半
1. OPENING
2. Japanese Soul Brothers / 第二代J Soul Brothers + 第三代J Soul Brothers
3. WE! / 第二代J Soul Brothers
4. FREAKOUT! / 第二代J Soul Brothers
5. On Your Mark〜奇蹟之光〜 / 第三代J Soul Brothers
6. 1st Place / 第三代J Soul Brothers
7. Fly Away / 第二代J Soul Brothers
8. Giver / 第二代J Soul Brothers
9. My Place / 第二代J Soul Brothers
10. IT'S ALRIGHT / 第二代J Soul Brothers
11. Always / 第三代J Soul Brothers
12. LOVE SONG / 第三代J Soul Brothers
13. Make It Last Forever / SHOKICHI + NESMITH
14. let it go / 第二代J Soul Brothers
15. Best Friend's Girl / 第三代J Soul Brothers
16. 新時代 / 今市隆二 + 登坂廣臣

#### Disc 3
第二代J Soul Brothers VS 第三代J Soul Brothers Live Tour 2011〜EXILE TRIBE〜 後半
1. EXILE Medley 〜Eastern Boyz 'N Eastern Girlz〜EVOLUTION〜FIREWORKS〜THE NEXT DOOR〜
2. 第二代J Soul Brothers VS 第三代J Soul Brothers Dance Performance Battle
3. 24karats / 第二代J Soul Brothers + 第三代J Soul Brothers
4. WON'T BE LONG / 第二代J Soul Brothers + 第三代J Soul Brothers
5. GOING ON / 第二代J Soul Brothers + 第三代J Soul Brothers
6. Dream Catcher / 第二代J Soul Brothers + 第三代J Soul Brothers
7. Choo Choo TRAIN / 第二代J Soul Brothers + 第三代J Soul Brothers
8. Everlasting Song / SHOKICHI + NESMITH
9. GENERATION / 第二代J Soul Brothers + 第三代J Soul Brothers
10. Love, Dream & Happiness / 第二代J Soul Brothers + 第三代J Soul Brothers
11. EXILE TRIBE Document Movie